# Приречный (Ростовская область)
Приречный — посёлок в Сальском районе Ростовской области России.
Входит в Гигантовское сельское поселение.

## География

### Улицы
| - ул. Банная, - ул. Береговая, - ул. им. А. Фоменко, - ул. им. Коноплянко, | - ул. Коммунальная, - ул. Ленина, - ул. Молодёжная, - ул. Родниковая, | - ул. Северная, - ул. Степная, - ул. Черемушки, - ул. Школьная. |

## Население
| 2010 |
| ---- |
| 946  |

## Достопримечательности
- Памятник воинам — односельчанам, погибшим на фронтах Великой Отечественной войны. Памятник был открыт 9 Мая 1995 года.

Памятник представляет собой две спаренные стелы, расположенные двухступенчатом подиуме. На одной стеле находится латунная красная звезда. Перед стелой установлен гранитный камень-глыба с мемориальной плитой. На плите написаны имена 28 земляков, погибших на фронтах Великой Отечественной войны и надпись: «Наши земляки, геройски погибшие в годы Великой Отечественной войны». Памятник сооружён на средства местных жителей.
Территория около памятника огорожена металлическими столбиками с цепями.